# 乙烯醇
乙烯醇（英语：Ethenol），是分子式为C2H3OH（H2C=CHOH）的烯醇，CAS号557-75-5。它与乙醛存在互变异构，且平衡常数很大，一般情况下乙烯醇的含量非常少。由于乙烯醇的不稳定性，其形式聚合物—聚乙烯醇（PVA）不是由乙烯醇作单体聚合制备的，而是从醋酸乙烯酯聚合，再水解酯键得到的。
2001年5月和6月期间，宇航员A. J. Apponi与Barry Turner借助国际科学基金会在基特峰国立天文台的12米射电望远镜，在Sagittarius B的分子云中发现了乙烯醇的存在。